# Ben Aldridge
Benjamin Charles Aldridge, más conocido como Ben Aldridge, es un actor inglés conocido por haber interpretado a Daniel Parish en la serie Lark Rise to Candleford y actualmente por dar vida al capitán James en la serie Our Girl. Desde 2019 a 2022 interpretó a Thomas Wayne en la serie de Epix, Pennyworth.

## Biografía
Aldridge se entrenó en la London Academy of Music and Dramatic Art.

## Carrera
En el 2010 se unió al elenco principal de la tercera temporada de la serie Lark Rise to Candleford donde interpretó a Daniel Parish, hasta el final de la serie en el 2011, luego de finalizar la cuarta temporada.
En el 2011 apareció en Heavenly donde dio vida al ángel Dashiel Coffee, quien luego de convertirse en humano, se une a la abogada Lily (Lauren Cohan) para resolver casos.
En el 2014 se unió al elenco principal de la primera temporada del drama Our Girl donde interpreta a Charles James, el capitán y líder de la sección 2, quien se enamora de la soldado Molly Dawes (Lacey Turner), hasta ahora.
Ese mismo año se unió al elenco recurrente de la segunda temporada de la serie Reign donde interpretó a Antoine de Navarre, el hermano mayor del príncipe Louis de Condé (Sean Teale), hasta el 2015.

## Filmografía[2]

### Series de televisión
| Año         | Título                  | Personaje           | Notas                             |
| ----------- | ----------------------- | ------------------- | --------------------------------- |
| 2008        | The Devil's Whore       | Harry Fanshawe      | episodio # 1.1                    |
| 2009        | Lewis                   | Daniel Rattenbury   | episodio "The Point of Vanishing" |
| 2010 - 2011 | Lark Rise to Candleford | Daniel Parish       | 16 episodios                      |
| 2012        | Vera                    | Ollie / Alex Barton | episodio "Sandancers"             |
| 2013        | The Bible               | Luke                | episodio "Courage"                |
| 2013        | Pramface                | Marcus              | episodio "If You Cry I'll Cry"    |
| 2014 - 2015 | Reign                   | Antoine de Navarre  | 7 episodios                       |
| 2014 - 2020 | Our Girl                | Capt. Charles James | 10 episodios - miniserie          |
| 2016        | Fleabag                 | -                   | 4 episodios                       |
| 2019 – 2022 | Pennyworth              | Thomas Wayne        | 10 episodios                      |

### Películas
| Año  | Título                       | Personaje | Notas                                                                                                   |
| ---- | ---------------------------- | --------- | --- |
| 2013 | The Railway Man              | Baliff    | junto a Nicole Kidman, Colin Firth, Stellan Skarsgård, Jeremy Irvine, Sam Reid, Tom Hobbs y Akos Armont |
| 2013 | In the Night                 | Alex      | corto - junto a Danijela Dimitrovska, Nikola Ljubicic y Isadora Trickovic                               |
| 2015 | Synchronicity                | Fred      | corto - junto a Bill Paterson, Alex Marx, Ty Glaser y Gary Condes                                       |
| 2022 | Spoiler Alert: The Hero Dies | Kit Cowan | corto - junto a Jim Parsons                                                                             |

### Videojuegos
| Año  | Título                                              | Personaje | Notas                           |
| ---- | --------------------------------------------------- | --------- | ------------------------------- |
| 2012 | The Secret World                                    | Saïd      | prestó su voz para el personaje |
| 2013 | The Secret World: Issue 6 - The Last Train to Cairo | Saïd      | prestó su voz para el personaje |

### Teatro
| Año | Obra                  | Personaje      | Director (a)    | Teatro                   |
| --- | --------------------- | -------------- | --------------- | ------------------------ |
| -   | American Psycho       | Paul Owen      | Rupert Goold    | Almeida Theatre          |
| -   | The Lyons             | Brian Hutchins | Mark Brokaw     | Menier Chocolate Factory |
| -   | The Kinks             | Pete           | Joe Penhall     | -                        |
| -   | Blue Remembered Hills | John           | Stephen Jameson | LAMDA Theatre            |
| -   | Uncle Vanya           | Vanya          | Colin Cook      | LAMDA Theatre            |
| -   | The Country Wife      | Horner         | Rodney Cottier  | LAMDA Theatre            |
| -   | Electra               | Orestes        | James Kerr      | LAMDA Theatre            |
| -   | The White Devil       | Flamenco       | John Bashford   | LAMDA Theatre            |